# Холокост в Октябрьском районе (Гомельская область)
Холокост в Октя́брьском районе (Гомельская область) — систематическое преследование и уничтожение евреев на территории Октябрьского района Гомельской области оккупационными властями нацистской Германии и коллаборационистами в 1941—1944 годах во время Второй мировой войны, в рамках политики «Окончательного решения еврейского вопроса» — составная часть Холокоста в Белоруссии и Катастрофы европейского еврейства.

## Геноцид евреев в районе
Октябрьский район был полностью оккупирован немецкими войсками в августе 1941 года, и оккупация продлилась более трёх лет — до конца июня 1944 года. Нацисты включили Октябрьский район в зону армейского тыла группы армий «Центр». Комендатуры — полевые (фельдкомендатуры) и местные (ортскомендатуры) — обладали всей полнотой власти в районе.
Для осуществления политики геноцида и проведения карательных операций сразу вслед за войсками в район прибыли карательные подразделения войск СС, айнзатцгруппы, зондеркоманды, тайная полевая полиция (ГФП), полиция безопасности и СД, жандармерия и гестапо.
Во всех крупных деревнях района были созданы районные (волостные) управы и полицейские гарнизоны из коллаборационистов.
Одновременно с оккупацией нацисты и их приспешники начали осуществлять программу уничтожения евреев. «Акции» (таким эвфемизмом гитлеровцы называли организованные ими массовые убийства) повторялись множество раз во многих местах. Реализуя нацистскую программу уничтожения евреев, немцы создавали гетто почти во всех городах и населённых пунктах Беларуси, где проживало еврейское население. Сведений о гетто в Октябрьском районе до настоящего времени не найдено.
За время оккупации практически все евреи Октябрьского района были убиты, а немногие спасшиеся в большинстве воевали впоследствии в партизанских отрядах.
Евреев в районе убивали в деревнях Рудобелка, Карпиловка и Рудня (в 1954 году все три слившиеся в посёлок Октябрьский) и других местах.

## Память
Опубликованы неполные списки жертв геноцида евреев в Октябрьском районе.
Отдельные памятники убитым евреям в районе не установлены.